# Stumpffia psologlossa
Stumpffia psologlossa är en groddjursart som beskrevs av Oskar Boettger 1881. Stumpffia psologlossa ingår i släktet Stumpffia och familjen Microhylidae. IUCN kategoriserar arten globalt som otillräckligt studerad. Inga underarter finns listade i Catalogue of Life.